# Gran Este
Gran Este (en francés: Grand Est; en alemán: Großer Osten)  es una de las trece regiones metropolitanas que, junto con los territorios de ultramar, conforman las dieciocho regiones de la República Francesa. Su capital y ciudad más poblada es Estrasburgo. Su creación generó oposiciones, especialmente en Alsacia, porque algunos consideraron que la nueva unidad administrativa iba en contra del desarrollo de las regiones históricas que la conforman.
Está ubicada en el noreste del país, limitando al norte con Bélgica, Luxemburgo y Alemania, al este con Alemania, al sureste con Suiza, al sur con Borgoña-Franco Condado, al oeste con Isla de Francia y al noroeste con Alta Francia. Con 57 433 km² es la cuarta región más extensa, por detrás de Nueva Aquitania, Occitania y Auvernia-Ródano-Alpes.
Se creó por la reforma territorial de 2014 fusionándose las antiguas regiones de Alsacia, Lorena y Champaña-Ardenas, y entró en vigor el 1 de enero de 2016. Sin embargo, Alsacia está sujeta a una ley local que reemplaza la ley general francesa en ciertas áreas desde 1919. Por lo tanto, luego de varias negociaciones con el gobierno central, el 1 de enero de 2021, nació una nueva colectividad territorial llamada "colectividad europea de Alsacia" con autonomía y ciertas atribuciones administrativas especiales pero que seguirá perteneciendo a la misma región. 
Culturalmente, no existe una uniformidad o conexión histórica en la región, ya que se divide entre una zona de tradición latina, Champaña-Ardenas y otra germánica, Alsacia y Mosela. Esta última está sujeta a una legislación local heredada de los diferentes períodos históricos que prevalece sobre el derecho general francés.
Una encuesta hecha en abril de 2019 sobre la región, realizada por la prensa local, mostró una insatisfacción de los habitantes sobre la creación de la región: el 69% de los habitantes de la región dijeron que no estaban satisfechos con esta división administrativa. La proporción es del 70% en Champaña-Ardenas y sube al 82% en Alsacia. 68% de los alsacianos incluso expresaron, según una otra encuesta publicada el 7 de enero de 2020 en la prensa regional, que la futura comunidad europea de Alsacia abandone la región para convertirse en una región de pleno ejercicio.